# Спинацола
Спинацола (итал. Spinazzola) је насеље у Италији у округу Барлета-Андрија-Трани, региону Апулија.
Према процени из 2011. у насељу је живело 6613 становника. Насеље се налази на надморској висини од 422 м.

## Становништво
Према резултатима пописа становништва 2011. у општини је живело 6.755 становника.
| 1931.  | 1936.  | 1951.  | 1961.  | 1971. | 1981. | 1991. | 2001. | 2011. |
| ------ | ------ | ------ | ------ | ----- | ----- | ----- | ----- | ----- |
| 11.299 | 12.020 | 13.162 | 10.850 | 8.433 | 8.073 | 7.817 | 7.362 | 6.755 |

## Партнерски градови
- Вербанија